# Huitztipan
Huitztipan es una congregación del municipio de Ilamatlán ubicado en la región de la Huasteca Baja del estado mexicano de Veracruz.

## Geografía
La localidad de Huitztipan se sitúa en las coordenadas geográficas 20°50′09″N 98°21′44″O / 20.835833, -98.362222, a una elevación de 857 metros sobre el nivel del mar.

## Demografía
Según el Conteo de Población y Vivienda 2020, efectuado por el Instituto Nacional de Estadística y Geografía, la localidad de Huitztipan tiene 828 habitantes, de los cuales 367 son del sexo masculino y 461 del sexo femenino. La tasa de fecundidad es de 3.18 hijos por mujer y tiene 291 viviendas particulares habitadas.
| Gráfica de evolución demográfica de Huitztipan entre 1900 y 2020 |
|                                                                  |
| INEGI.                                                           |